# Jardim Olinda
Jardim Olinda est une municipalité brésilienne de la microrégion de Paranavaí dans l’État du Paraná.